# Jans Koerts
Jans Koerts (* 24. August 1969) ist ein ehemaliger niederländischer Radrennfahrer.
Jans Koerts feierte seinen ersten großen Erfolg 1990 mit einem Etappensieg bei der Teleflex Tour. Im selben Jahr wurde er Erster der Gesamtwertung bei der Sachsen-Tour. Im nächsten Jahr wurde er Profi bei dem Radsportteam PDM-Concorde. 1995 siegte er im Grote Prijs Stad Sint-Niklaas. Seinen größten Erfolge feierte Koerts bei der Vuelta a España 2000 mit einem Etappensieg auf dem dritten Teilstück. 2001 gewann er eine Etappe bei Paris–Nizza und wurde niederländischer Meister im Straßenrennen. Seit 2006 fuhr Koerts für das Continental Team Time-Van Hemert. 2007 gestand er jahrelanges Doping mit Testosteron und EPO und beendete seine Laufbahn.

## Erfolge
1990
- eine Etappe Teleflex Tour
- Gesamtwertung Sachsen-Tour

1991
- Ronde van Noord-Holland
- eine Etappe OZ Wielerweekend
- zwei Etappen Circuit Franco-Belge

1994
- Grand Prix de Denain

1995
- Omloop van het Houtland

1996
- eine Etappe Teleflex Tour
- Memorial Rik Van Steenbergen
- eine Etappe Burgos-Rundfahrt
- Grand Prix Jef Scherens
- zwei Etappen Commonwealth Bank Classic

1998
- eine Etappe Dänemark-Rundfahrt
- zwei Etappen Commonwealth Bank Classic

1999
- zwei Etappen Rapport Tour
- zwei Etappen Giro del Capo
- Ronde van Noord-Holland
- eine Etappe Ster der Beloften
- zwei Etappen Niedersachsen-Rundfahrt
- Gesamtwertung und eine Etappe OZ Wielerweekend
- Ronde van Drenthe
- eine Etappe Rheinland-Pfalz-Rundfahrt
- Grand Prix Wielerrevue
- eine Etappe Commonwealth Bank Classic

2000
- Omloop van het Waasland
- eine Etappe Drei Tage von De Panne
- Sparkassen-Giro Bochum
- eine Etappe Vuelta a España

2001
- zwei Etappen Tour de Langkawi
- eine Etappe Paris–Nizza
- eine Etappe Tour de Picardie
- Niederländischer Straßenmeister

2003
- Ronde van Noord-Holland
- eine Etappe Belgien-Rundfahrt
- Brüssel-Ingooigem
- eine Etappe Sachsen-Tour
- eine Etappe Dänemark-Rundfahrt
- Tour Beneden-Maas
- Grand Prix d’Isbergues

2004
- Tour de Rijke

## Teams
- 1991 PDM-Concorde
- 1991 Team Telekom
- 1992 PDM-Concorde
- 1993 Festina-Lotus
- 1994 Festina-Lotus
- 1995 Palmans-Ipso
- 1996 Palmans
- 1997 Rabobank
- 1998 Rabobank
- 1999 Team Cologne
- 2000 Farm Frites
- 2001 Mercury-Viatel
- 2002 Domo-Farm Frites
- 2003 Bankgiroloterij
- 2004 Chocolade Jacques-Wincor Nixdorf
- 2005 Cofidis
- 2006 ProComm-Van Hemert
- 2007 Time-Van Hemert